# هوبير منير
هوبير منير (بالفرنسية: Hubert Meunier)‏ هو لاعب كرة قدم لوكسمبورغي في مركز الدفاع، ولد في 14 ديسمبر 1959 في Differdange ‏ في لوكسمبورغ. شارك مع منتخب لوكسمبورغ لكرة القدم. أما مع النوادي، فقد لعب مع أفينير بيغين وجونيس إيتش ونادي بروغريس نيدركورن.

## وصلات خارجية
- هوبير منير على موقع قاعدة بيانات كرة القدم.إي يو (الإنجليزية)
- هوبير منير على موقع ناشيونال فوتبول تيمز (الإنجليزية)